# Arona (Italie)
Pour les articles homonymes, voir Arona.
Arona est une commune italienne de la province de Novare dans le Piémont. La ville se trouve au pied des Alpes, au bord du lac Majeur.

## Géographie
La ville d'Arona est située sur la rive ouest du lac Majeur et est traversée par le torrent Vevera, qui s'y jette dans le lac. Tout autour se trouvent les basses collines d'origine glaciaire (appelé « motti »), incorporées dans le parc naturel des Lagoni de Mercurago. La plupart du territoire municipal est vallonnée, avec des altitudes qui descendent progressivement du nord au sud (et de l'ouest à l'est dans la ville) de 513 m au Motto Mirabello (dans la frazione Dagnente) jusqu'à 195 m sur la rive le lac.
Les collines sont généralement couvertes par les forêts sur plus de la moitié du territoire, 33 % sont couverts de zones urbanisées et 9 % par des prairies et des pâturages.
Située dans la partie méridionale du lac, Arona est à environ 37 km de la capitale provinciale Novare, mais seulement à une trentaine de km de villes lombardes telles que Varèse et de l'aéroport de Milan Malpensa.

## Histoire

### Préhistoire et Antiquité
La découverte de restes archéologiques dans les lagons du hameau de Mercurago atteste l'existence d'une civilisation palafittique, — villages en plate-forme sur une lagune d'époque préhistorique ou protohistorique (néolithique) — remontant à la période entre les XVIIIe et XIIIe siècles av. J.-C. ; à Arona on trouve encore des traces du passage de nombreuses populations dont les Celtes, les Romains et les Lombards.

### Moyen Âge
Le centre actuel s'est développé autour de l'abbaye bénédictine de San Salvatore, fondée en 979 par le comte Amizzone del Seprio. La preuve de cette évolution est documentée dans une chronique ou «pasionaria» avec des textes mélangés entrelaçant la vie des saints, des textes ascétiques, des lettres des évêques et des prélats, des prières et des invocations. On y trouve l'histoire du martyre de Saint Gatien et Saint Félin avec la translation de leurs corps qui eut lieu en 979 à Arona, grâce au travail de Amizzone del Seprio, capitaine des troupes de l'empereur Otton Ier du Saint-Empire. Il s'agit d'un parchemin de 249 feuilles écrit en latin médiéval et écriture gothique. 
L'abbaye bénédictine, avec le temps, a perdu ses principales prérogatives, principalement en raison de la montée des autorités civiles, dirigées par la famille della Torre, et plus tard par les Visconti, dont le premier d'entre eux, Otton était archevêque de Milan, vers la fin du XIIIe siècle. Après la bataille de Desio (1277), Arona appartenait aux Visconti et pendant les premières décennies du XIVe siècle, elle était une commune libre sous l'abbaye bénédictine.

### Renaissance
À partir de 1439, le territoire a été accordé en fief à la Famille Borromeo, une lignée de banquiers originaux de San Miniato en Toscane. À la suite du mariage de la fille de Philippe Marie Visconti avec Francesco Sforza en 1441, le duché passa à la famille Sforza. Mais ce vaste territoire a dû être défendu, et en 1447, Vitaliano I Borromeo a demandé à Philippe Marie Visconti la permission de fortifier le château et la ville d'Arona, ce qui lui est accordé en 1449. Par une lettre il conférait à son vassal de créer des murs, ponts-levis, ouvrages militaires de défense, et aussi des lieux pour la collecte et le stockage des navires : c'est le premier document sur un port militaire sur le lac Majeur. La forteresse était si bien défendue qu'elle a résisté en 1523 à une attaque par 7 000 hommes sous le commandement de Renzo de Ceri, lors de l'une des nombreuses guerres déclenchées entre le duché de Milan et les Français.

### Époque moderne
Tout le duché de Milan fut ensuite sous domination espagnole puis autrichienne. Avec le traité de Worms en 1743 Arona est passée sous la domination de la Maison de Savoie, sous Charles-Emmanuel III.
La ville a été capturée par l'armée de Napoléon Ier et la forteresse a été démolie à la suite des accords de paix avec les Autrichiens en 1801. Avec le Congrès de Vienne en 1815, elle est retournée à la Savoie. En 1838, Charles-Albert de Sardaigne lui a décerné le titre de ville. En 1855, l'ouverture de la ligne de chemin de fer de Novare a confirmé les activités industrielles et touristiques. 
À la fin du siècle, Arona a subi une inondation désastreuse du lac.

## Curiosités
- Autour des lagons de Mercurago, un parc naturel, et dans le bourg, un musée archéologique.
- Le long du lac Majeur, le Lungolago avec de magnifiques points de vue sur les Alpes, et la possibilité de se baigner, mais sans surveillance, maintenant que la pollution est plus contrôlée.

### Monuments
- Église San Graziano
- Collégiale de la Nativité
- Colosse de Saint Charles Borromée
- Rocca d'Arona (it)
- Hôtel de ville
- Gare (it)

- Église des Saints Martyrs Gatien et Félin.
- Église Sainte Marie de Lorette, sur la vieille piazza del Popolo, où se trouve aussi le Broletto et les restes de l'ancien port.
- Collégiale de la Nativité de la Vierge Marie (1482).
- La Villa Ponti, où logea Napoléon Bonaparte de retour de la campagne d'Égypte et dans laquelle ont régulièrement lieu des concerts de musique classique et des expositions d'artistes comme Renato Guttuso, Giacomo Manzù et Giorgio De Chirico.
- La Villa Leuthold, parc public de style XIXe siècle, avec de nombreuses variétés de camellias.
- La Rocca Viscontea, ruines d'un château qui dominait la cité, détruit par les armées napoléoniennes. Contesté entre les Torriani et les Visconti, lieu de naissance de saint Charles Borromée. Un parc avec des animaux en semi-liberté l'entoure et met les ruines en valeur.
- La statue de Saint Charles Borromée (surnommé le Sancarlone), le long de la route qui mène au hameau de Dagnente, au lieu-dit San Carlo. La statue est haute d'environ 36 m (24 m pour la statue et 12 m le piédestal) ; elle fut réalisée entre 1614 et 1697. À l'origine, elle devait faire partie d'un ensemble religieux dont ne furent réalisées que trois chapelles. On peut monter à l'intérieur de la statue par un escalier intérieur abrupt et grimper jusqu'à des fenêtres formées par les yeux du colosse, d'où on profite d'une belle vue sur la ville.

## Églises
- Collegiata di Santa Maria
- Chiesa di Natività di Maria
- Chiesa di Santa Maria di Loreto
- Chiesa di San Giuseppe
- Chiesa di Sant'Anna
- Chiesa dei Santi Martiri
- Monastero della Visitazione

## Économie
La destruction finale de la forteresse en même temps que six autres villes du Piémont, a été ordonnée par Napoléon Bonaparte en 1800, au lendemain de la victoire de Marengo. Cela signifiait la possibilité d'élargir le tissu urbain au-delà des murs dans lequel elle avait été limitée. Grâce à cet espace ont pu se construire le port, le chantier naval et la gare. La prospérité d'Arona a toujours été liée à ses avantages géographiques, dont elle jouit toujours en plus d'une bonne situation logistique.
L'économie actuelle d'Arona est principalement basée sur le tourisme et le commerce, bien que dans la région il y ait aussi des usines de produits chimiques et de confiserie.

## Administration
| Période                                  | Période  | Identité          | Étiquette | Qualité |
| ---------------------------------------- | -------- | ----------------- | --------- | ------- |
| 30 mars 2010                             | En cours | Alberto Gusmeroli | Lega Nord |         |
| Les données manquantes sont à compléter. |          |                   |           |         |

- Tél. mairie : 0322.231213
- Mél : sindaco@comune.arona.no.it

## Démographie

### Hameaux
Dagnente, Mercurago, Montrigiasco, Campagna

### Communes limitrophes
Angera (VA), Comignago, Dormelletto, Invorio, Meina, Oleggio Castello, Paruzzaro

## Personnalités nées à Arona
- Pierre Martyr d'Anghiera (1457-1526), humaniste.
- Giovanni Antonio de Grott (1664-1712), peintre.
- Maurilio Fossati (1876-1965), cardinal, qui fut archevêque de Turin de 1930 à sa mort en 1965.
- Charles Borromée, archevêque italien de Milan, canonisé en 1610, y naquit en 1538.
- Ernesto Bertarelli (it) (1873-1957) médecin.
- Gian Giacomo Ponti (it) (1878-1939), ingénieur.
- Carlo Torelli (it) (1904-1994), homme politique.
- Angelo Guglielmi (it) (1929-), critique littéraire.
- Cristiano Minellono (1946-), auteur.
- Claudio Caligari (1948-2015), réalisateur.
- Angelo Filippetti (1866-1936), homme politique.

### Sport
Deux étapes du tour d'Italie cycliste sont arrivées à Arona : 
- La 14e étape en 1966 depuis Parme remportée par Franco Bitossi.
- La 20e étape en 2001 depuis Busto Arsizio gagnée par Gilberto Simoni.

## Transports

### Réseau routier
Accès par l'A26.

### Réseau ferré
La gare d'Arona (it) se trouve sur les lignes Domodossola-Milan, Alexandrie-Arona et Santhià-Arona.

## Jumelages
- Compiègne (France), depuis 1962
- Huy (Belgique), depuis 1966
- Arona (Espagne), depuis 1987